# Криворучко, Иван Семёнович
Ива́н Семёнович Кривору́чко (9 ноября 1940, село Старая Рабина, Сумская область) — советский и российский актёр, театральный режиссёр и театральный педагог, народный артист Российской Федерации (1994).

## Биография
С 1954 г. учился в ФЗО № 1 в Харькове на плотника, затем работал на восстановлении Харьковского университета, одновременно окончил вечернюю школу рабочей молодёжи и посещал театральную студию. В 1965 г. окончил актёрский факультет Харьковского театрального института (мастерская профессора Т. К. Ольховского).
C 1965 г. работал в Одесском театре юного зрителя. В 1965—1966 гг. служил в Советской армии, где в 1966 окончил офицерские курсы в Иваново с получением звания «младший инженер-лейтенант».
В 1968—1974 гг. работал в Ивановском драматическом театре. Одновременно руководил театральной студией «Современник» при Химико-технологическом институте, в течение 2,5 лет преподавал режиссуру и актёрское мастерство в Ивановском культпросветучилище.
С 1974 г. — актёр Псковского академического театра драмы им. А. С. Пушкина. Одновременно преподавал в театральной студии «Татьянин день» при Псковском педагогическом институте.
С 2001 года — режиссёр и актёр Владимирского драматического театра.
С 2002 года — актёр Московского Художественного академического театра имени М. Горького.

### Семья
Жена — Татьяна; сыновья:
- Иван, режиссёр
- Алексей, режиссёр, актёр.

## Творчество

### Фильмография
| Год  |     | Название                                          | Роль                                |
| ---- | --- | ------------------------------------------------- | ----------------------------------- |
| 1964 | ф   | Ярость                                            | белогвардеец                        |
| 1978 | ф   | Завьяловские чудики (новелла «Капроновая ёлочка») | Павел                               |
| 1981 | тф  | Сын полка                                         | Ахунбаев                            |
| 1986 | кор | Праздник Нептуна                                  | майор Полищук                       |
| 1988 | ф   | Фонтан                                            | Попов                               |
| 1992 | мтф | Рэкет                                             | прокурор                            |
| 1992 | ф   | Комедия строгого режима                           | капитан, замполит ИТУ № 7           |
| 2006 | с   | Шпионские игры                                    | Матвеев                             |
| 2006 | с   | Лабиринты разума. Фильм № 15. Курьер              | Фёдор Алексеевич                    |
| 2007 | тф  | Шпионские игры: Тринадцатый сектор                | Ларионов                            |
| 2008 | мтф | Отцы и дети                                       | Прокофьич                           |
| 2008 | ф   | Риорита                                           | Александр Гавриилович Пичугов, отец |
| 2008 | с   | Боец 2: Рождение легенды                          | доктор Валентин Витальевич Касаткин |
| 2011 | с   | Каменская 6                                       | дядя Жора                           |
| 2011 | с   | Зверобой                                          | Знахарь                             |
| 2017 | с   | Чужое лицо                                        | Вася                                |
| 2021 | ф   | Сашка. Дневник солдата                            | Сашка после войны                   |

### Роли в театре
Сыграл свыше ста пятидесяти ролей.
Харьковский театральный институт
- «Земля» (по роману) О. Кобылянской — Ивоника (дипломная работа)
- «Ричард III» У. Шекспира — Ричард III (дипломная работа)
- «Забавный случай» К. Гольдони — Рикардо
- «В поисках радости» В. Розова — Геннадий

Ивановский драматический театр
- «Бешеные деньги» А. Островского — Васильков
- «Собака на сене» Лопе де Веги — Тристан
- «Валентин и Валентина» М. Рощина — Володя
- «Сказки старого Арбата» А. Арбузова — Лёвушка
- «Домик в Черкизово» А. Арбузова — Алёша
- «Старший сын» А. Вампилова — Семён (Сильва)
- «Прощание в июне» А. Вампилова — Гомырра
- «Бронепоезд 14-69» В. Иванова — Михаил
- «И это всё о нём» по роману В. Липатова — Заварзин
- «С любимыми не расставайтесь» А. Володина — Валерий
- «Над светлой водой» по В. Белову — Фёдор
- «Человек с дождём» — Ной
- «Вечер» А. Дударева — Гастрий

Псковский академический театр драмы имени А. С. Пушкина
- «Царь Фёдор Иоанович» А. К. Толстого — царь Фёдор Иоанович
- «Круг жизни» по пьесе «Кавказский меловой круг» Б. Брехта — Аздак, деревенский писарь
- «Дядя Ваня» А. Чехова — Войницкий
- «Машенька» А. Афиногенова — Окаёмов
- «Скупой рыцарь» А. Пушкина — Барон
- «Алеко» по поэме А. Пушкина «Цыганы» — Старик
- «Гнездо глухаря» В. Розова — Судаков
- «Портной» С. Мрожека — Портной
- «Факультет ненужных вещей» Ю. Домбровского — отец Андрей
- «Псковитянка» по драме Л. Мея — Иван Грозный
- «Игра в джин» Д. Кобурна — Велер
- «Республика на колёсах» Я. Мамонтова — Андрей Дудка
- «Любовь под вязами» Ю. О’Нила — Эфраим
- «Деньги для Марии» В. Распутина — Кузьма
- «Винзорские кумушки» У. Шекспира — Фальстаф
- «Дон Жуан» Мольера — Сганарель
- «Память сердца» А. Корнейчука — Брежнев
- «Я всегда улыбаюсь» Я. Сегаль — Миша

МХАТ им. М. Горького
- «На дне» М. Горького, реж. В. Белякович — Лука
- «Зойкина квартира» М. Булгакова, реж. Т. Доронина — Аллилуя
- «Комедианты Господина» по М. Булгакову — Брат Чаша
- «Обрыв» по роману И. Гончарова, реж. А. Созонтов — Нил Андреевич
- «Три сестры» А. Чехова — Чебутыкин
- «Весь ваш Антоша Чехонте» по А. Чехову, реж. Э. Лотяну — Хирин
- «Горячее сердце» А. Островского, реж. В. Белякович — Курослепов
- «Женитьба Белугина» А. Островского — Прохор
- «Красавец Мужчина» А. Островского — Акимыч
- «В поисках радости» В. Розова — Василий Иполитович
- «Сокровища Петера» В. Гауфа, реж. С. Харлов — Стекляшничек
- «Аввакум» В. Малягина, реж. Н. Пеньков — Епифаний
- «В ста шагах от праздника» С. Лобозёрова — Семён; Дед

другие театры
- «Синие кони на красной траве» М. Шатрова — В. И. Ленин, Новгород
- «Не всё коту масленица» А. Островского — Ахов, Театр Островского, Москва
- «Сын полка» по повести В. Катаева — Биденко, Одесса
- «Традиционный сбор» В. Розова — Максим, Одесса
- «Они и мы» Н. Долининой — Митя, Одесса
- «Нашествие» Л. Леонова — Майор СС Шпурре, Одесса
- «Приключения жёлтого чемоданчика» по повести С. Прокофьевой — Клоун, Одесса
- «Король Матиуш I» Я. Корчака — Министр финансов, Одесса
- «Чудеса без чудес» — Браконьер, Одесса
- «Город без любви» Л. Устинова — Градоначальник, Одесса

### Режиссёр
- «Забавный случай» К. Гольдони
- «Домик в Черкизово» А. Арбузова
- «С любовью не шутят» П. Кальдерона
- «Осенняя скука» Н. Некрасова
- «Вечер» А. Дударева
- «Дорогая Елена Сергеевна» Л. Разумовской
- «ОБЭЖ» Б. Нушича
- «Игра в джин» Д. Кобурна
- «Деньги для Марии» В. Распутина
- «Лебединая песня» А. Чехова
- «Записки сумасшедшего» Н. Гоголя
- «Любовник» Г. Пинтера
- «Библиотекарь» А. Галина
- «Утраченные грёзы» С. Главатских
- «Серебряное копытце» — по мотивам сказа П. Бажова

## Награды и признание
- Заслуженный артист РСФСР (1979).
- народный артист Российской Федерации (1 декабря 1994) — за большие заслуги в области искусства